# Rhyacophila laufferi
Rhyacophila laufferi är en nattsländeart som beskrevs av Luisa Eugenia Navas 1918. Rhyacophila laufferi ingår i släktet Rhyacophila och familjen rovnattsländor. Inga underarter finns listade i Catalogue of Life.